# Oberleitungsbus Suhl
| Streckenlänge: | 5,5 km |                               |                               |
| |        |                               |                               |
| \| \| \| Zella-Mehlis \| \| \| \| 5,5 \| Industriegebiet Nord \| Industriegebiet Nord \| \| \| 5,3 \| Autohof \| Autohof \| \| \| 4,9 \| Industriestr. \| Industriestr. \| \| \| 4,5 \| Am Königswasser \| Am Königswasser \| \| \| 4,0 \| Fröhlicher Mann \| Fröhlicher Mann \| \| \| 3,1 \| Finsterbergstr. \| Finsterbergstr. \| \| \| 2,7 \| Ringbergstr. \| Ringbergstr. \| \| \| 2,2 \| Ringbergstr./Rennsteigstr. \| Ringbergstr./Rennsteigstr. \| \| \| 1,9 \| Rennsteigstr. \| Rennsteigstr. \| \| \| 1,7 \| Gr.Beerbergstr./Rennsteigstr. \| Gr.Beerbergstr./Rennsteigstr. \| \| \| 0,8 \| Ziegenbergweg \| Ziegenbergweg \| \| \| 0,0 \| Suhl-Nord \| Suhl-Nord \| \| \| \| Suhl \| \| |        |                               |                               |
| |        | Zella-Mehlis                  |                               |
| U-Bahn-Kopfbahnhof Streckenanfang (Strecke außer Betrieb) | 5,5    | Industriegebiet Nord          | Industriegebiet Nord          |
| U-Bahn-Haltepunkt / Haltestelle (Strecke außer Betrieb) | 5,3    | Autohof                       | Autohof                       |
| U-Bahn-Haltepunkt / Haltestelle (Strecke außer Betrieb) | 4,9    | Industriestr.                 | Industriestr.                 |
| U-Bahn-Haltepunkt / Haltestelle (Strecke außer Betrieb) | 4,5    | Am Königswasser               | Am Königswasser               |
| U-Bahn-Haltepunkt / Haltestelle (Strecke außer Betrieb) | 4,0    | Fröhlicher Mann               | Fröhlicher Mann               |
| U-Bahn-Haltepunkt / Haltestelle (Strecke außer Betrieb) | 3,1    | Finsterbergstr.               | Finsterbergstr.               |
| U-Bahn-Haltepunkt / Haltestelle (Strecke außer Betrieb) | 2,7    | Ringbergstr.                  | Ringbergstr.                  |
| U-Bahn-Haltepunkt / Haltestelle (Strecke außer Betrieb) | 2,2    | Ringbergstr./Rennsteigstr.    | Ringbergstr./Rennsteigstr.    |
| U-Bahn-Haltepunkt / Haltestelle (Strecke außer Betrieb) | 1,9    | Rennsteigstr.                 | Rennsteigstr.                 |
| U-Bahn-Haltepunkt / Haltestelle (Strecke außer Betrieb) | 1,7    | Gr.Beerbergstr./Rennsteigstr. | Gr.Beerbergstr./Rennsteigstr. |
| U-Bahn-Haltepunkt / Haltestelle (Strecke außer Betrieb) | 0,8    | Ziegenbergweg                 | Ziegenbergweg                 |
| U-Bahn-Kopfbahnhof Streckenende (Strecke außer Betrieb) | 0,0    | Suhl-Nord                     | Suhl-Nord                     |
| |        | Suhl                          |                               |

Der Oberleitungsbus Suhl war ein nicht abgeschlossenes Oberleitungsbus-Projekt in der DDR. Es sollte die Stadt Suhl mit der Nachbarstadt Zella-Mehlis verbinden. Ein weiterer Ausbau innerhalb Suhls war für einen späteren Zeitpunkt vorgesehen.

## Geschichte
In den 1980er Jahren hatte sich die DDR zum Ziel gesetzt, teures Import-Erdöl einzusparen und stattdessen die Verwendung heimischer Braunkohle zu fördern. Außer in den Städten Hoyerswerda, Neubrandenburg, Stendal, Stralsund und Wismar wurde deshalb auch in der damaligen Bezirksstadt Suhl die Einführung eines O-Bus-Systems vorbereitet. Geplant war eine 5,5 Kilometer lange Strecke vom Großwohngebiet Suhl-Nord über Fröhlicher Mann bis ins heutige Gewerbegebiet Zella-Mehlis, damals Industriegebiet Nord genannt. Die geplante Linienführung entsprach den heutigen Buslinien B, F und H. Die Entscheidung für den Aufbau fiel bereits im Januar 1983, die Realisierung war innerhalb von sieben Jahren geplant. Nachdem sich die Regierung der DDR jedoch im März 1987 von dem Projekt zurückgezogen hatte, wurde es unter kommunaler Regie weiterverfolgt. Als Eröffnungstermin war ursprünglich der 7. Oktober 1989 vorgesehen, der 40. Jahrestag der DDR.
Im Jahr 1989 begannen die Bauarbeiten, als im Bereich der Großen Beerbergstraße und der Straße Am Königswasser die ersten Fahrleitungsmasten aufgestellt wurden. Aber schon wenig später änderten sich mit der politischen Wende des Jahres 1989 die Voraussetzungen für den O-Bus-Verkehr in der DDR. 1990 beendete die Stadtverwaltung schließlich das Projekt O-Bus. Im Frühjahr 1990 wurden die Bauarbeiten abgebrochen, zu diesem Zeitpunkt war die Oberleitung bereits weitgehend fertiggestellt.
Bis heute erinnern entlang der Industriestraße und der Großen Beerbergstraße die Fahrleitungsmasten aus Beton sowie das dortige Gleichrichter-Unterwerk (GUW) an den nicht realisierten Oberleitungsbus Suhl. Als einziger damals geplanter Betrieb wurde der Oberleitungsbus Hoyerswerda verwirklicht. Er wurde am 6. Oktober 1989 – das heißt einen Tag vor dem ursprünglich geplanten Eröffnungsdatum des hier behandelten Betriebs – eröffnet und bereits 1994 wieder stillgelegt.

## Fahrzeuge

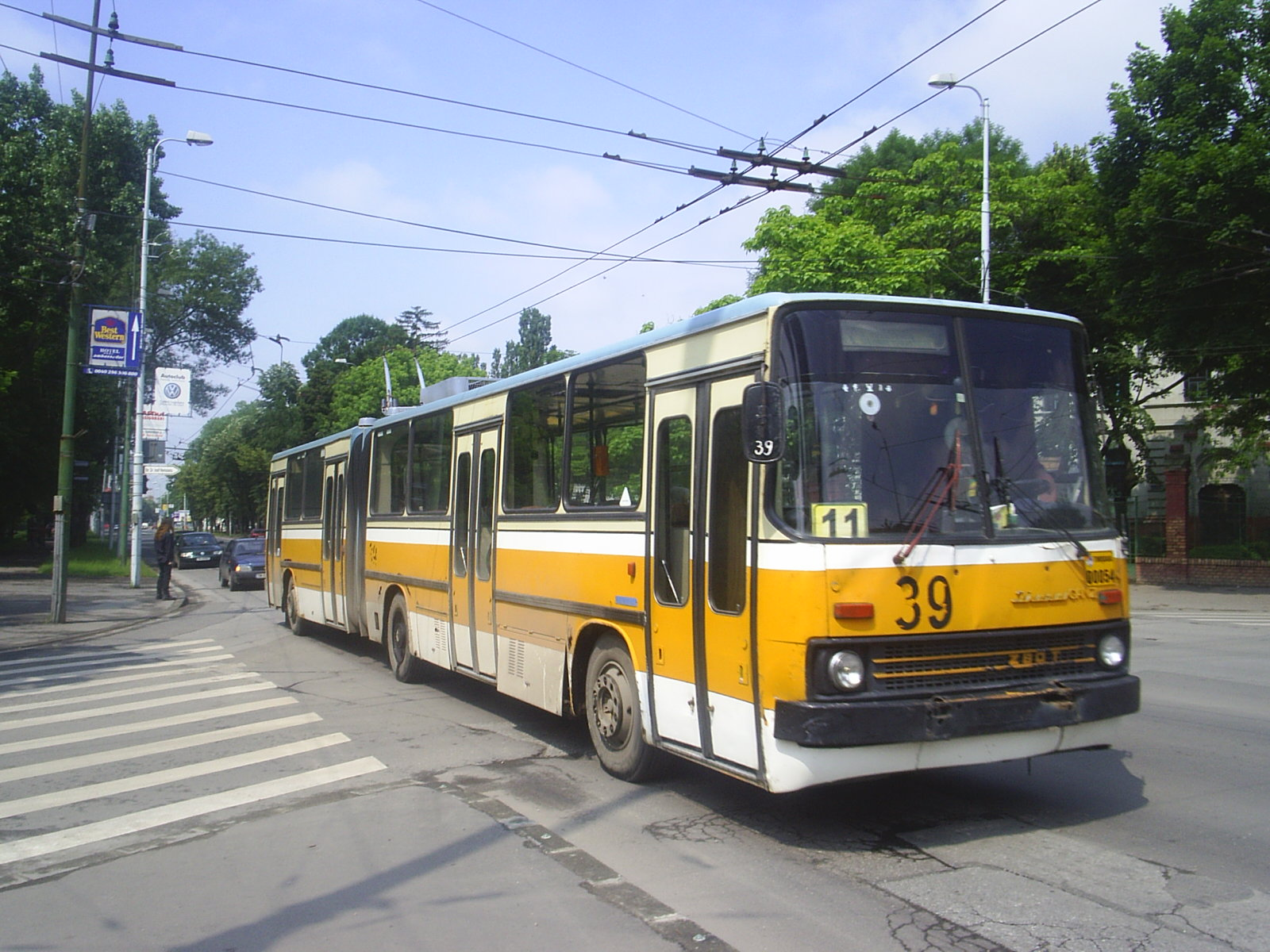
Einer der fünf nach Suhl gelieferten O-Busse in Timișoara, 2006

Noch 1990 schickte der ungarische Hersteller Ikarus fünf Gelenk-O-Busse des Typs 280.93 nach Suhl. Diese kosteten zusammen circa 3,5 Millionen DDR-Mark und wurden am 1. Mai 1990 per Bahn angeliefert, das heißt zeitgleich mit der Einstellung der Bauarbeiten. Die fünf Wagen gab man im Mai 1991 ohne Einsatz zum Oberleitungsbus Weimar ab, dort wurden sie unter den Betriebsnummern 214 bis 218 in den Bestand eingereiht. Nachdem der Weimarer Betrieb 1993 eingestellt worden war, kamen die Wagen 214 und 215 noch ins russische Tscheljabinsk, die Wagen 217 und 218 wurden an den Oberleitungsbus Timișoara in Rumänien abgegeben. Wagen 216 wurde hingegen nach seiner Weimarer Zeit in Budapest verschrottet.